# Lincity
 (octobre 2019).
Si vous disposez d'ouvrages ou d'articles de référence ou si vous connaissez des sites web de qualité traitant du thème abordé ici, merci de compléter l'article en donnant les références utiles à sa vérifiabilité et en les liant à la section « Notes et références ».
Lincity, ou Lincity-NG (depuis la version 2.0), est un jeu vidéo de gestion, libre, dans lequel le joueur gère une ville.
Bien qu'il tire son inspiration du jeu SimCity, il est radicalement différent de celui-ci. Une particularité de Lincity (y compris NG) est d'avoir deux façons différentes de remporter la victoire :
- soit évacuer toute la population avec des fusées (ce qui laisse un monde dans un piteux état) ;
- soit atteindre un développement durable.

Le jeu est un logiciel libre disponible pour plusieurs plates-formes (Linux, MacOS X, Windows).
Le titre est un mot-valise formé à partir de Linux et SimCity.

## Le jeu
Vous développez votre cité en achetant des bâtiments qui fournissent une production ou un service.
La simulation prend en compte :
- la population ;
- la nourriture ;
- les ressources en eau potable ;
- le logement ;
- le chômage ;
- les matières premières ;
- les produits manufacturés ;
- l'énergie ;
- les services (santé, éducation, protection incendie, loisirs).

Quelques contraintes :
- finances ;
- transports ;
- pollution ;
- ressources limitées.

Différents indicateurs sont fournis sous forme de cartes et de statistiques.

## Historique

### Lincity

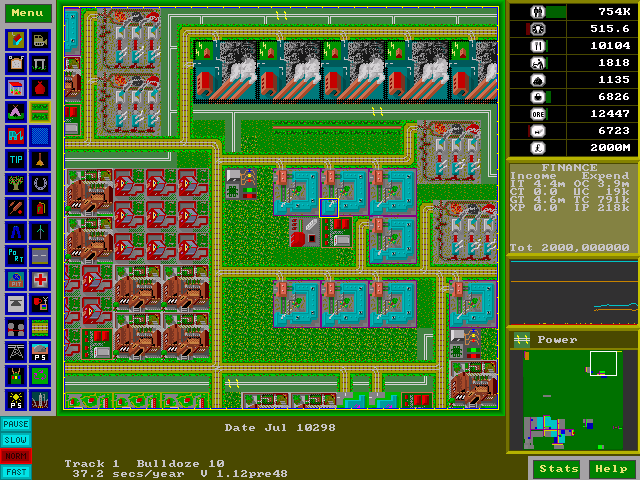
Lincity original.

Le jeu initial, avec des graphismes en 2D. Le développement s'est arrêté avant l'an 2000. Il convient cependant pour des ordinateurs peu puissants (pas de carte graphique 3D, peu de mémoire, processeur lent…).

### Lincity-NG
Il s'agit d'un fork du jeu original, auquel il ajoute des graphismes en 3D isométrique. Le mode de jeu est identique à celui de Lincity et il peut en lire les sauvegardes.
La version 2 (1.91.beta du 11 décembre 2007) ajoute une gestion des ressources en eau (minimaliste) et une écologie (encore un peu simple).
Il utilise SDL et OpenGL similaires à ceux de SimCity 3000 et nécessite donc une carte graphique 3D.
Lincity-ng 1.2 (février 2007) est entièrement traduit en français.
La version stable 2.0 est sortie le 25 janvier 2009.

### Auteurs

#### Idée et code originels
- Gregory Sharp
- Cory Keasling
- Ian J. Peters

#### Code additionnel (NG)
- Wolfgang Becker
- Matthias Braun
- David Kamphausen
- Alain Baeckeroot

#### Graphismes
- Ingo Ruhnke
- Christoph Brill
- Ken Hirsch

#### Effets sonores et musiques
- Paulo Augusto
- Robert van Herk
- Pronobozo

#### Traductions
- (ca) - Joan Padró
- (cs) - Ondrej Novy et Jan Kalab
- (de) - Wolfgang Becker et Michael Skiba
- (es) - Jorge González González
- (fr) - Arnaud Quette, Laurent Rocher et Alain Baeckeroot
- (nl) - Nathan Samson et Ronald Stroethoff
- (pl) - Michał Drzał et Piotr Pacholak
- (pt) - Jose Carlos Medeiros et Nilo Menezes
- (ru) - Leonid Myravyev
- (sv) - Daniel Nylander